# أمريكا شيكا بيكا (فلم)
أمريكا شيكا بيكا فيلم مصري يدور أحداثه هو مجموعة من الشباب يتمنون الهجرة إلى أمريكا لاعتقادهم بأن بها فرصاً ذهبية للعمل، والثراء السريع، وتحقيق الأحلام التي عجزوا عن تحقيقها في مصر، ولكنهم يقعون ضحية النصابين والمحتالين مثل الأستاذ جابر «سامي العدل» الذي يتركهم في إحدى غابات رومانيا، وبعد محاولات مستميتة، وعشرات المواقف المؤسفة يكتشف الجميع بأنهم كانوا يسعون وراء سراب كبير، ووهم لا وجود له إلا في خيالهم.

## وصلات خارجية
- أمريكا شيكا بيكا على موقع IMDb (الإنجليزية)
- أمريكا شيكا بيكا على موقع الدهليز
- أمريكا شيكا بيكا على موقع قاعدة بيانات الأفلام العربية
- أمريكا شيكا بيكا على موقع قاعدة بيانات الفيلم (الإنجليزية)
- أمريكا شيكا بيكا على موقع ليتربوكسد (الإنجليزية)